# Aligi Sassu

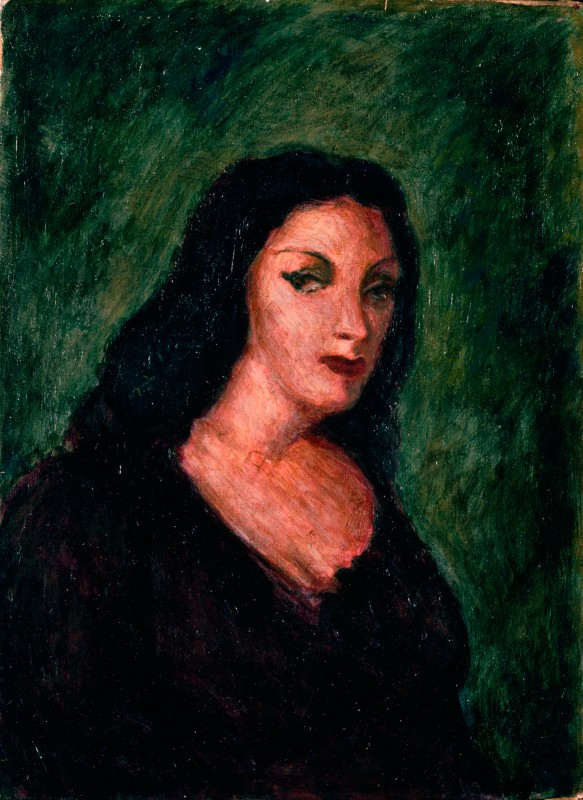
Laura, 1947 (Fondazione Cariplo)

Aligi Sassu (Milano, 17 luglio 1912 – Pollença, 17 luglio 2000) è stato un pittore e scultore italiano.

## Biografia
Nacque a Milano, da Lina Pedretti, parmense, e Antonio Sassu, sardo sassarese di Thiesi, tra i fondatori nel 1894 del Partito Socialista Italiano a Sassari e trasferitosi nel 1896 nel capoluogo lombardo. Fu chiamato Aligi in omaggio al protagonista de La Figlia di Jorio di Gabriele d'Annunzio. Il padre, legato da una forte amicizia a Carlo Carrà, lo condusse nel 1919, a soli sette anni, all'Esposizione Nazionale Futurista presso la Galleria Moretti di Palazzo Cova, che vedeva riuniti i più grandi futuristi e le giovani leve.
All'inizio del 1921 la famiglia Sassu si ritrasferì in Sardegna, a Thiesi in provincia di Sassari, dove Antonio aprì un negozio. Lì Aligi frequentò la scuola elementare e conobbe per la prima volta i cavalli, che diventeranno poi il suo marchio, ed i colori accesi della Sardegna che permeeranno la sua pittura. Dopo una permanenza di tre anni, la famiglia ritornò a Milano e qui Aligi mostrò ancor più il suo interesse per la lettura e l'arte futurista.

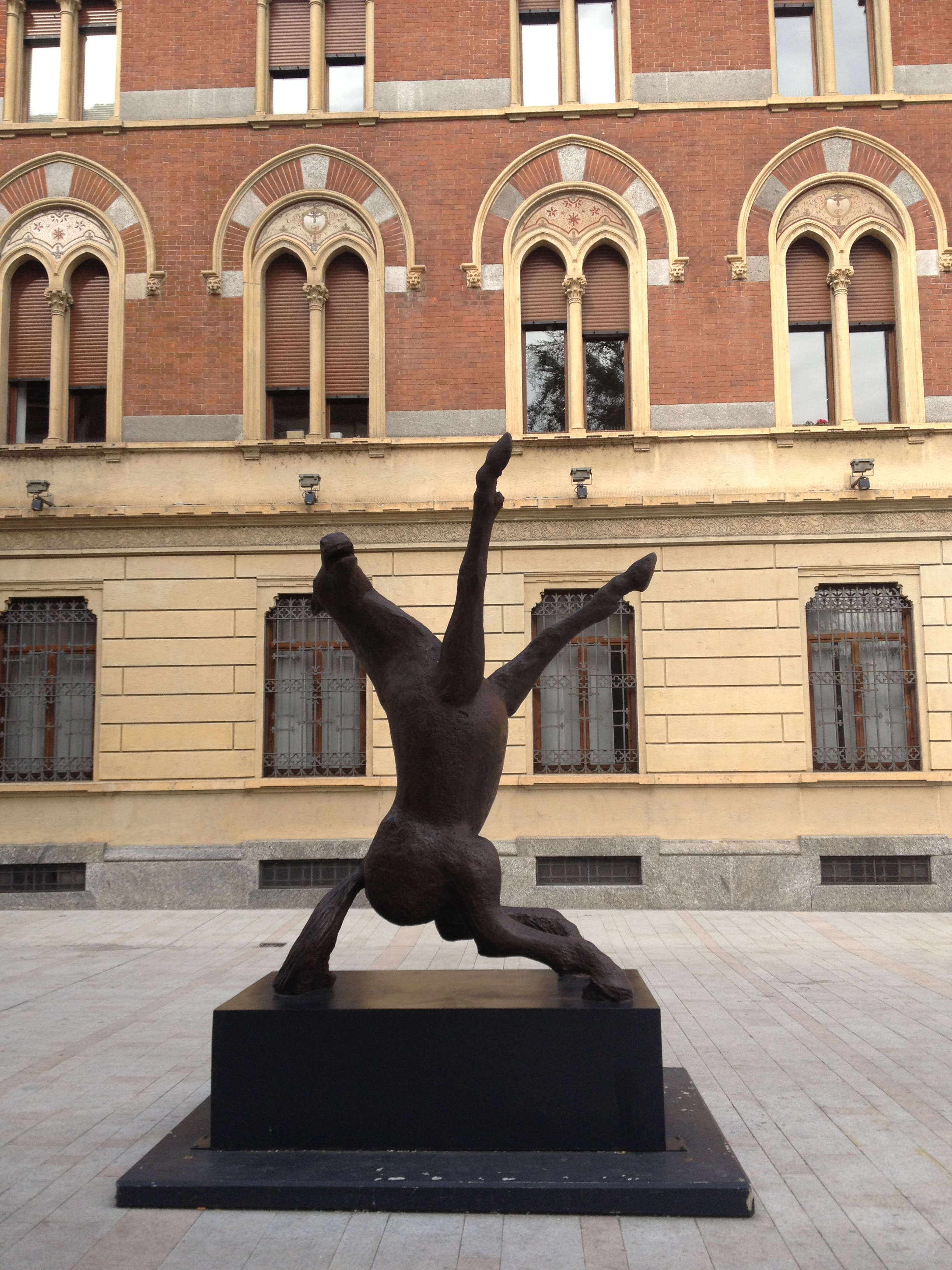
Scultura di Aligi Sassu, Legnano

Nel 1925, con la famiglia ormai in ristrettezze economiche, fu costretto a lasciare la scuola. In un primo tempo svolse il lavoro di apprendista presso la Pressa, un'officina litografica; l'anno successivo quello di aiutante di un decoratore murale; al contempo, frequentando i corsi serali, riuscì poi a concludere gli studi. Insieme all'amico e designer futurista Bruno Munari, si presentò a Filippo Tommaso Marinetti, fondatore del Futurismo. Questo incontro fu proficuo, fu infatti nel 1928 invitato da Marinetti a partecipare alla Biennale di Venezia.
Poco tempo dopo, insieme a Bruno Munari, definì il Manifesto della Pittura "Dinamismo e riforma muscolare" (che rimarrà inedito fino al 1977), assumendo come presupposto di base la rappresentazione di forme dinamiche anti-naturalistiche. In quegli anni, grazie alle amicizie del padre, poté conoscere bene le opere di Boccioni e Carlo Carrà, di Gaetano Previati, Giandante X (così era noto Dante Pescò) e Giuseppe Gorgerino, e a loro si ispirò talvolta nei suoi dipinti. Studiò Picasso, Diego Velázquez ed il nudo plastico. Di questo periodo è L'Ultima cena, il dipinto che sintetizza l'arte di Aligi Sassu e, negli abiti moderni dei personaggi e l'ambientazione urbana, preannuncia quello che sarà il suo stile futuro.
Negli anni fra il 1927 e il 1929 dipinse in maggioranza quadri di piccole dimensioni, aventi spesso come soggetto lo sport, le industrie e le macchine; nascono così i Ciclisti, I minatori, L'operaio, Pugilatori e gli Uomini rossi. Con Filiberto Sbardella, Giacomo Manzù, Nino Strada, Candido Grassi, Giuseppe Occhetti, Gino Pancheri, nel 1930 riuscì ad allestire a Milano la sua prima mostra importante, recensita anche da Carlo Carrà. Nel 1934 soggiornò per un periodo di tre mesi a Parigi (in rue Elisée des Beaux Artes) studiando a fondo le opere di Matisse, Théodore Géricault, Delacroix, Cezanne ed i dipinti dei pittori dell'Ottocento esposti al Louvre.
In particolare, l'influenza di Delacroix e delle sue battaglie è chiaramente riscontrabile nei dipinti di Sassu. Ritornerà a Parigi l'anno successivo e poi agli inizi del 1936. Nel 1935 formò il Gruppo Rosso con Nino Franchina, Vittorio Della Porta ed altri. Del 1936 è Il Caffè, uno dei suoi quadri più celebri che rappresenta la Coupole di Parigi, così pure I Concilii, visione satirica del clero di Roma. Nel frattempo il suo impegno politico aumentò e, quando in Spagna scoppiò la Guerra civile, diventò un attivo antifascista. Antifranchista e simpatizzante dei partigiani spagnoli, dipinse la Fucilazione nelle Asturie.
Accusato di complotto, rinchiuso nel carcere di Regina Coeli a Roma, attraversò un periodo piuttosto problematico alla fine del quale riprese la pittura. Sono di questo periodo i disegni con soggetti mitologici e i ritratti dei carcerati. Fu graziato nel luglio del 1938, rimanendo però un sorvegliato speciale. Solo nel 1941 poté esporre nuovamente: per la prima volta compaiono in pubblico gli Uomini rossi. L'esposizione avvenne nella "Bottega di Corrente". Pur partecipando da tempo in modo attivo a Corrente, il periodico di opposizione culturale al regime, Sassu preferì optare per una "personale", non aderendo alle mostre collettive degli artisti del tempo.
Nel 1943 illustrò i "Promessi sposi" del Manzoni con cinquantotto acquerelli. Presenterà queste tavole successivamente, nel 1983, nella casa Manzoni a Milano. Nel 1947, trasferitosi in provincia di Varese, lavorò alacremente dipingendo in particolare Caffè, reminiscenze di Parigi, e soggetti sacri. Poco tempo dopo si dedicò alla ceramica producendo circa un centinaio di pezzi. Ritornato in Sardegna nel 1950, trasse ispirazione dai paesaggi che lo circondavano e dipinse scene della vita contadina e marinaresca, quali le Tonnare; studiò i murales e i muralisti Diego Rivera e José Clemente Orozco, e poi Vincent van Gogh e Piero della Francesca. Notevole è di quel periodo La miniera, l'affresco nella foresteria delle miniere di Monteponi (Iglesias) e non solo per le dimensioni, m 3.50 per 12.
Nel 1949-1950, Sassu aderì al progetto della importante collezione Verzocchi, sul tema del lavoro, inviando, oltre ad un autoritratto, l'opera Il campo arato. La collezione Verzocchi è attualmente conservata presso la Pinacoteca Civica di Forlì.

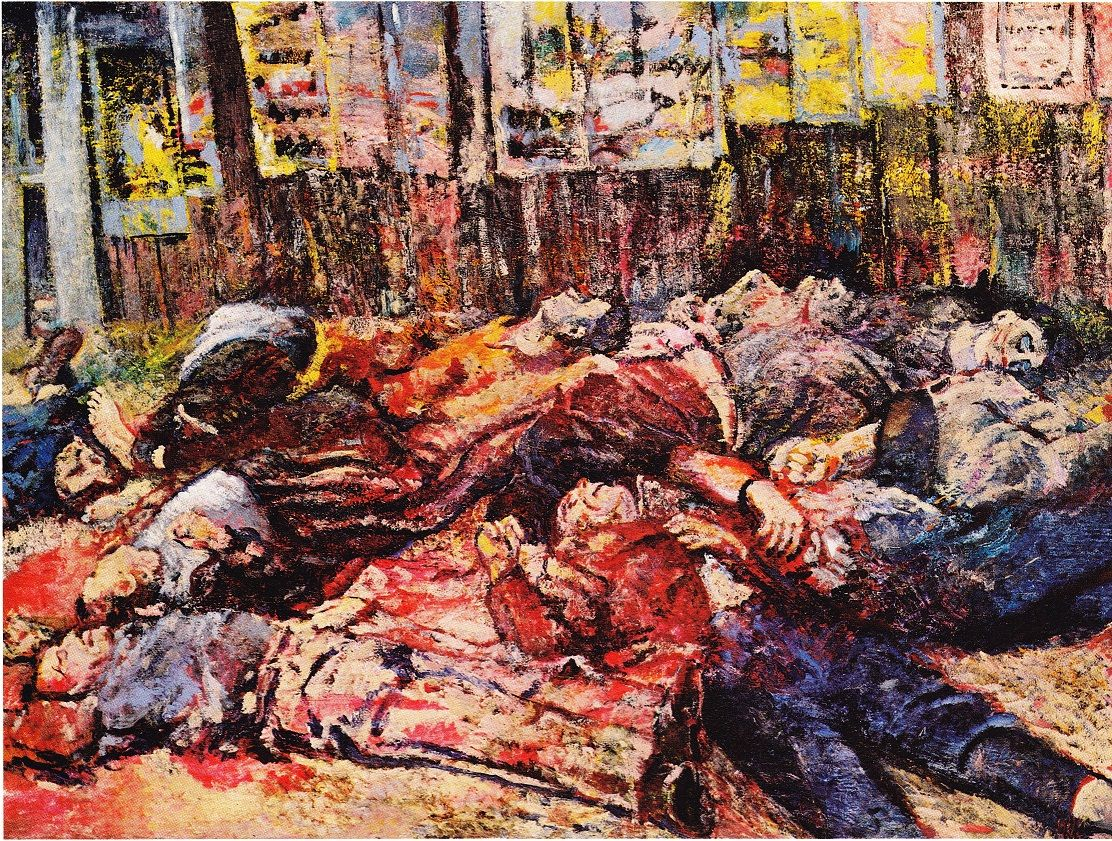
Martiri di Piazzale Loreto o La guerra civile, olio su tela, Galleria nazionale d'arte moderna e contemporanea, Roma

Con Mazzotti e Fabbri, nel 1954, a Vallauris incontrò per la prima volta Picasso. Due anni dopo, in un nuovo incontro a La Californie (lo studio di Picasso nella sua villa a Cannes), il pittore spagnolo gli mostrerà le sculture che esporrà successivamente al Museo di Antibes. Lo stesso anno espose alla Biennale di Venezia fra le altre opere I martiri di Piazzale Loreto, che Giulio Carlo Argan acquistò per la Galleria nazionale d'arte moderna e contemporanea. Ad Albissola Capo dipinse il ciclo delle Cronache di Albisola, ben rappresentando la vita artistica della cittadina che vedeva allora riuniti ceramisti, poeti, scrittori, critici, e di cui Aligi Sassu era protagonista insieme a Lucio Fontana, a Salvatore Fancello e altri artisti. L'opera, eseguita su commissione del proprietario nella Trattoria Pescetto, occupava un'intera parete di trentacinque metri e, quando 14 anni dopo il locale fu chiuso, venne completamente smembrata. Oggi ne restano solo poche immagini fotografiche.
Ad Arcumeggia eseguì gli affreschi Corridori (1957), un'opera di notevoli dimensioni in omaggio al ciclismo, Gesù inchiodato alla croce, XI stazione della Via Crucis (1963), e San Martino dona parte del mantello al povero (1991).
Dieci anni dopo iniziò il suo periodo spagnolo (nel 1963 alle isole Baleari), con le Tauromachie, presentate dal poeta spagnolo Rafael Alberti, i personaggi mitologici, le sue sperimentazioni sugli acrilici e sui colori sempre più accesi (il rosso sarà ancora più presente nella sua pittura). Nel 1965 suoi disegni e sculture vengono esposti alla Galleria Civica di Monza; sarà poi la volta di una mostra antologica a Bucarest e, successivamente, alla Galleria d'Arte Moderna di Cagliari (dove, nel 1967, era presente anche Foiso Fois). È dello stesso anno il suo trasferimento a Monticello Brianza, durante il quale eseguirà soprattutto murales.
Al 1968 appartengono vari dipinti di grandi dimensioni, fra i quali il Che Guevara, donato al Museo de L'Avana. Nel 1969, alla Biennale, gli viene attribuito il 1º premio del muro dipinto. Nel 1972 sposa Maria Helenita Olivares. Viaggiando fra Maiorca e l'Italia collaborò nel 1973 ai Vespri siciliani per la riapertura del Teatro Regio di Torino. Al Vaticano gli venne dedicata una sala nella Galleria dell'Arte moderna. Tre anni dopo realizzò due mosaici per la parrocchia di Sant'Andrea a Pescara e l'anno successivo espose le sue opere nelle città di Rotterdam, Toronto e Maiorca. È del 1984 una prima mostra antologica a Ferrara, al Palazzo dei Diamanti, e poi a Roma a Castel Sant'Angelo, a cui seguì quella di Milano, al Palazzo Reale.
Successivamente vennero allestite mostre a Siviglia, in Germania, a Madrid, a Toronto, Montréal e Ottawa. Nel 1986 espone a Palma di Maiorca, alla XI Quadriennale di Roma, alla Triennale di Milano e alla Casa del Mantegna a Mantova e Monaco di Baviera, nello stesso anno completa le centotredici tavole sulla Divina Comedia. Nel 1992 partecipa in Sud America al progetto espositivo Arte Italiana nel mondo esponendo a San Paolo, Bogotà e Buenos Aires. A Bruxelles, nella nuova sede del Parlamento europeo, nel 1993 completò il murale in ceramica I Miti del Mediterraneo, che occupa 150 metri quadrati. Sono invece del 1994 le incisioni Manuscriptum per la mostra itinerante in Svezia "I ponti di Leonardo". È dell'anno successivo l'esposizione alla Galleria d'Arte Moderna e Contemporanea di Bergamo e del 1999 la mostra antologica a Palazzo Strozzi a Firenze.

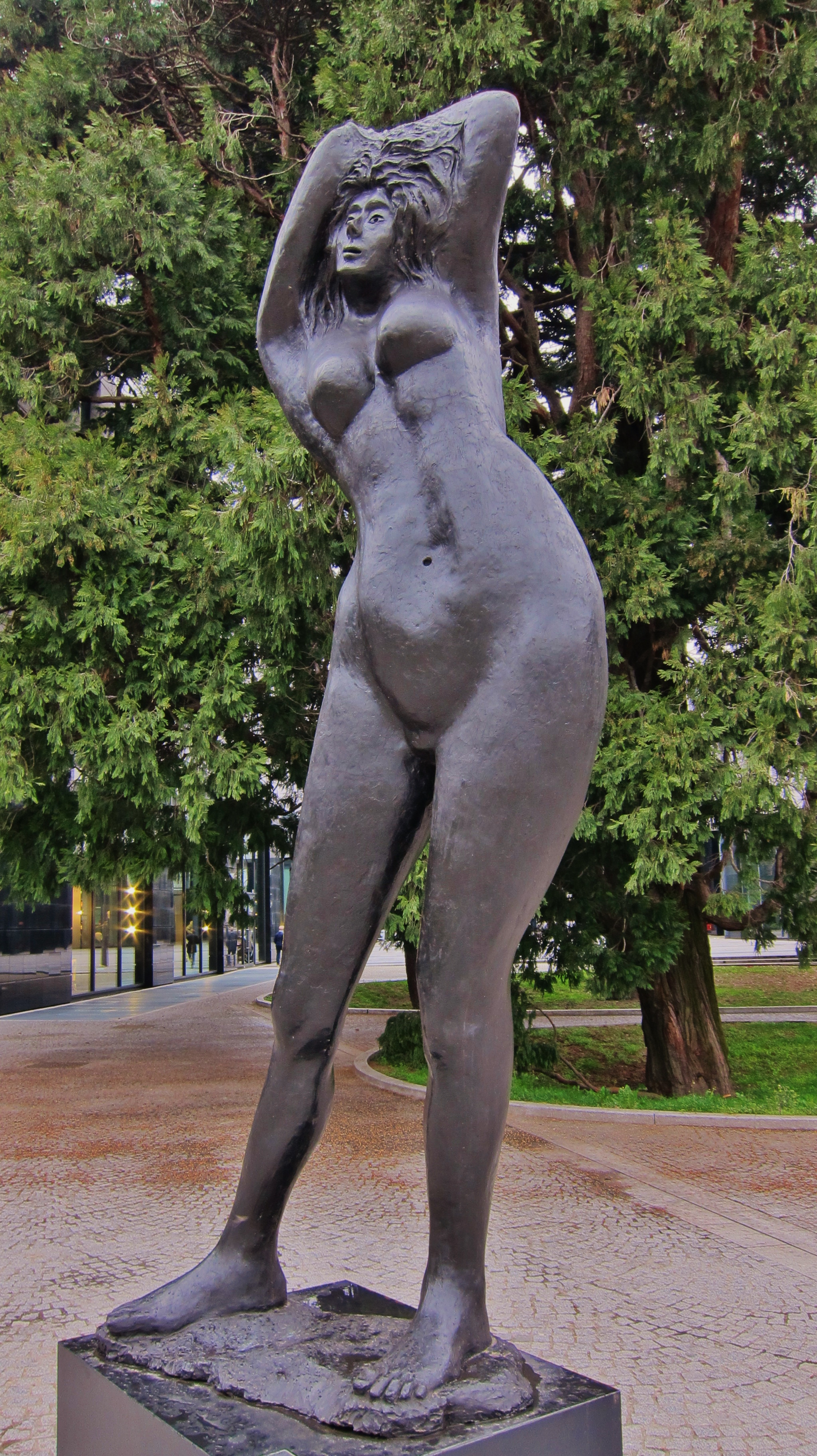
La scultura Nuredduna del 1995

Nel 1996 donò 356 opere, realizzate a partire dal 1927, alla città di Lugano: si ha così la nascita della Fondazione Aligi Sassu e Helenita Olivares che da allora ha allestito mostre tematiche con i suoi lavori. Il 25 giugno 1999 nasce la Fondazione Aligi Sassu e Helenita Olivares a Maiorca per volontà dei coniugi Sassu. Il 31 marzo del 2000 viene costituita a Besana in Brianza l'Associazione Culturale onlus Amici dell'Arte di Aligi Sassu. Morì a Pollença il 17 luglio dello stesso anno, proprio il giorno del suo ottantottesimo compleanno.

## Aligi Sassu nei musei
- https://www.museate.it/eventi/proiezione-del-docufilm-il-museo-aligi-sassu-in-atessa-ch
- MAGI '900 di Pieve di Cento (BO)
- Museo Sassu a Thiesi (SS)
- Museo "Aligi Sassu" a Atessa (CH)
- Cellezione d'arte della Fondazione CariChieti, Chieti (CH)
- Museo d'arte moderna e contemporanea "Francesco Paolo Michetti" o MuMi, Francavilla al Mare (CH)
- Museo di arte moderna e contemporanea "Vittoria Colonna" a Pescara (PE)
- Museo Palazzo Ricci di Macerata (MC)

## Riconoscimenti
- 1982 - Assegnazione del riconoscimento "Gli uomini che hanno fatto grande Milano".
- 2005 - Conferimento da parte del Capo dello Stato del diploma di benemerenza di I classe (Medaglia d'oro) per la scuola, la cultura e l'arte per l'anno 2005.